# Rosmarie Widmer Gysel
Rosmarie Widmer Gysel (* 8. Juli 1956 in Schaffhausen; heimatberechtigt in Hallau und Wilchingen) ist eine Schweizer Politikerin (SVP).

## Biografie
Im Jahr 2000 erlangte sie einen Executive MBA der Universität St. Gallen. Sie war bis 2004 Finanzleiterin der Farner PR und Consulting AG in Zürich. Ab 1999 gehörte sie der Geschäftsprüfungskommission ihrer Wohngemeinde Wilchingen an. Ab dem 1. Januar 2005 war Widmer Gysel Regierungsrätin des Kantons Schaffhausen. Widmer Gysel stand in ihrer ersten Amtsperiode dem Erziehungsdepartement vor. Nach ihrer Wiederwahl übernahm sie 2010 das Finanzdepartement.
Widmer Gysel ist gelernte Gärtnerin, verheiratet und Oberst der Schweizer Armee.